# Kaira shinguito
Kaira shinguito là một loài nhện trong họ Araneidae.
Loài này thuộc chi Kaira. Kaira shinguito được Herbert Walter Levi miêu tả năm 1993.